# Округ Прахатице
Округ Прахатице (чеш. Okres Prachatice) је округ у Јужночешком крају, у Чешкој Републици. Административно средиште округа је град Прахатице.

## Становништво
Према подацима о броју становника из 2012. године округ је имао 51.081 становника.